# Main-d'œuvre immigrée
Pour les articles homonymes, voir MOI.

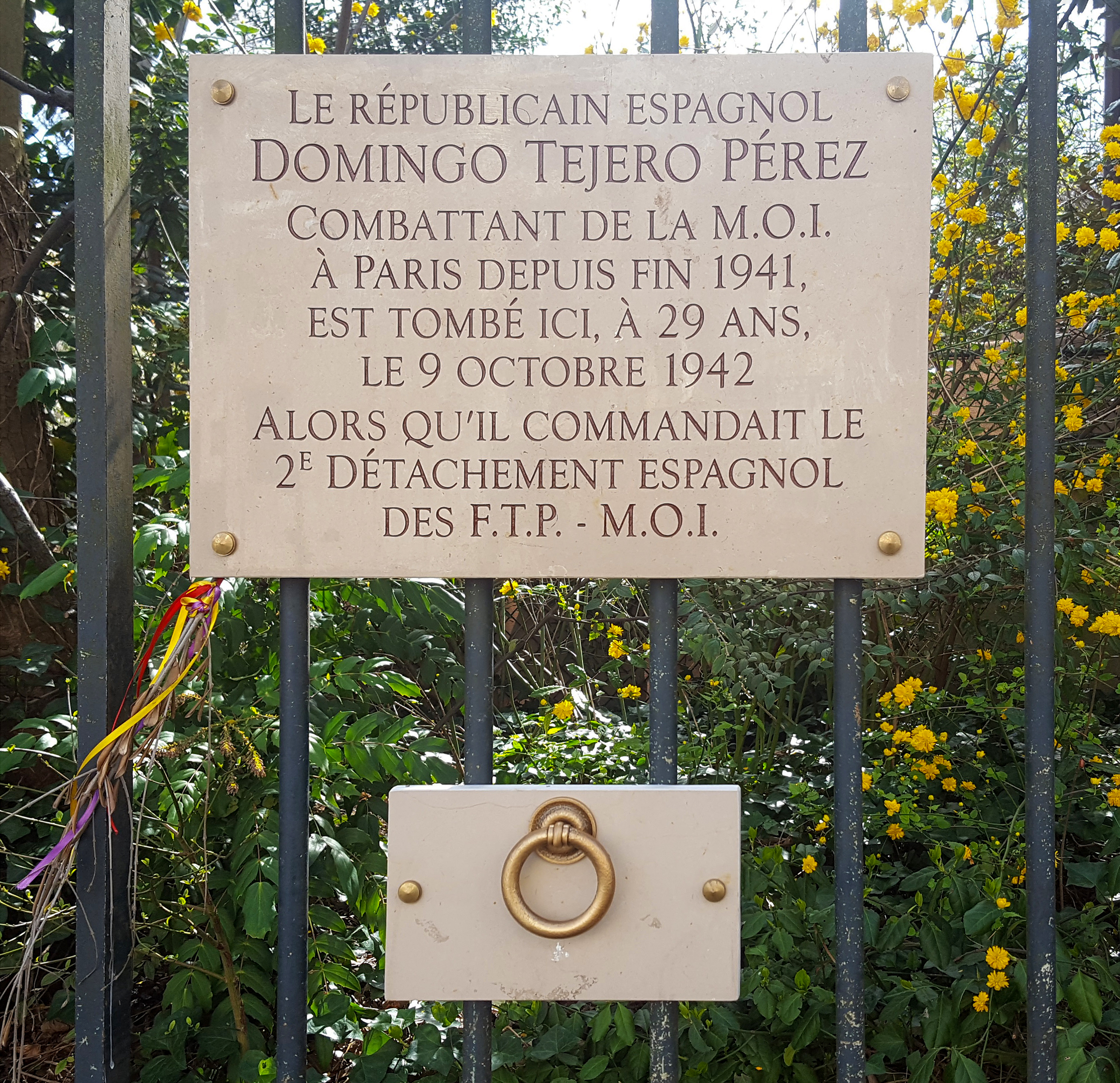
Plaque commémorative en hommage au guerillero Domingo Tejero Pérez, combattant de la MOI, parc des Buttes-Chaumont, Paris 19e.

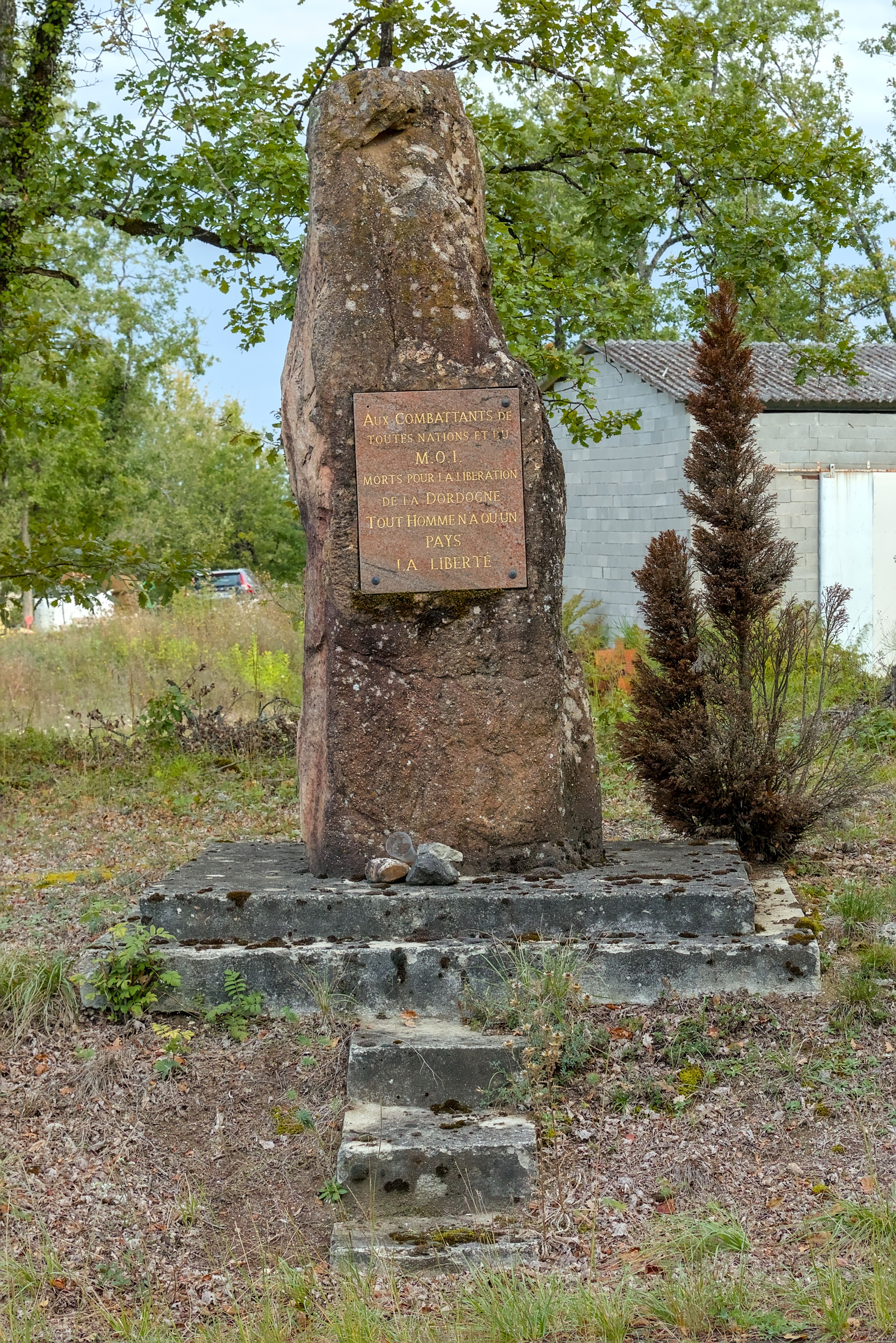
Monument en hommage au MOI à Saint-André-d'Allas (Dordogne).

La Main-d'œuvre immigrée, généralement désignée par le sigle MOI, fut d'abord une organisation de type syndical, regroupant les travailleurs immigrés de la Confédération générale du travail unitaire (CGTU) dans les années 1920. Elle s'appela d'abord MOE : Main d'œuvre étrangère et dépendait de l'Internationale syndicale rouge (ISR). À cause de la vague de xénophobie des années 1930, le Parti communiste français, qui dirige de fait ce secteur syndical, lui préféra le terme de MOI[réf. nécessaire].
L'organisation joue un rôle de soutien important aux Républicains espagnols pendant la guerre d'Espagne puis prend activement part à la Résistance. Ses membres font d'abord partie des trois organisations armées communistes, indépendantes l'une de l'autre jusqu'en novembre 1941, avec l'« Organisation spéciale », et les Bataillons de la jeunesse. Par la suite, sous l'appellation FTP-MOI (Francs-tireurs et partisans - Main-d'œuvre immigrée), chacune des trois est intégrée aux Francs-tireurs et partisans (FTPF), mouvement de résistance intérieure française créé à la fin de 1941 et officiellement fondé en 1942 par la direction du Parti communiste français (PCF), chapeautés par un comité militaire dirigé par Charles Tillon et placés sous la direction du "Front national" fondé par le PCF par un appel publié le 15 mai 1941 dans son quotidien L'Humanité en vue d'un vaste rassemblement patriotique ouvert aux non-communistes pour rallier les différentes composantes de la société française.
Le plus célèbre de ses membres est Missak Manouchian. La FTP-MOI est rendue célèbre par l'Affiche rouge, une affiche de propagande allemande exposant les photos de 10 des 23 membres de la FTP-MOI après leur arrestation à la fin de 1943, stigmatisant la présence d'étrangers et de Juifs dans la Résistance française et parlant d'« armée du crime ».

## Contexte
À la suite de la Première Guerre mondiale, entre 1921 et 1926, s'installent en France chaque année près de 200 000 personnes. La plupart d'entre elles viennent d'Europe centrale et d'Italie. Elles forment une part non négligeable du Parti communiste français[réf. nécessaire].

## Histoire

### Années 1920
En 1926, le cinquième congrès du Parti communiste décide de créer des sections spéciales séparées dans lesquelles les travailleurs immigrés pourront s'organiser. Il crée ainsi la Main d'œuvre étrangère (MOE) qui édite à partir d'octobre 1926 la brochure Fraternité d'abord en cinq langues (français, italien, allemand, hongrois, russe).
Peu après est créée une autre section de langue, la juive parlant le yiddish.

### Années 1930
L'organisation est renommée Main-d'œuvre immigrée au début des années 1930 et contient 12 sous-sections.
Durant la guerre civile espagnole, le MOI crée un réseau de soutien des Républicains espagnols. Un nombre non négligeable de ses militants actifs rejoint les Brigades internationales.
En 1938, la Tchécoslovaquie est envahie par le Troisième Reich. La Pologne et la Roumanie refusent la proposition de Staline d'y envoyer des troupes. Le 30 septembre 1938, elle est démembrée par les accords de Munich, signés par Édouard Daladier, pour la France, et Arthur Neville Chamberlain pour l'Angleterre. Onze mois après, ceux-ci déclarent la guerre le 3 septembre 1939 à l'Allemagne qui a envahi la Pologne. La proposition de Staline d'envoyer des troupes aider la Tchécoslovaquie se heurte au refus de la Pologne du colonel Beck et de la Roumanie du roi Carol II.
Entre-temps, un « pacte germano-soviétique de non-agression » a été signé le 23 août 1939 à Moscou entre Hitler et l'Union soviétique: Il prévoit, entre autres, la neutralité de l'un au cas où l'autre serait attaqué.
Le gouvernement Daladier interdit la presse communiste dès le 26 août puis dissout le Parti communiste le 26 septembre 1939 contre l'avis de Léon Blum, ce qui en fait un parti clandestin, divisé et désorienté pendant la drôle de guerre. Une partie de la direction nationale se réfugiant à Bruxelles. Dès cette date, de nombreux membres de la MOI entrent dans la clandestinité.
Dès le début de la Seconde Guerre mondiale, Louis Grojnowski dit « Brunot » en prend la direction avec Simon Cukier qui utilise déjà une fausse identité, celle d'Alfred Grant un « commis voyageur » allemand, et l'organisation donne naissance à un groupe armé, les FTP-MOI, dont le dirigeant est Joseph Epstein. À partir de juin-juillet 1940, Artur London intègre le trio de direction chargé du groupe de combat de langue allemande.
Après la rafle du Vel d'Hiv en juillet 1942 les groupes s'engagent un peu plus dans l'action. Pourchassés sans relâche par la Brigade spéciale no 2 (BS2) des Renseignements généraux, presque tous les combattants de la MOI sont repérés à la fin de l'été 1943. À l'automne 1943 la police française les arrête tous. Toutefois, la MOI restera active dans le Sud -Est (Grenoble, Lyon, Marseille) jusqu'à la Libération de la France.

## Groupes et détachements
En 1943, la MOI mobilisait à Paris sur le terrain une soixantaine d'hommes dédiés aux attentats et organisés en cinq groupes:
- groupe d'action « Stalingrad » de Marcel Rayman,
- groupe des dérailleurs de Leo Kneler,
- 2e détachement, dit détachement juif car majoritairement composé de juifs polonais,
- 3e détachement, dit détachement italien car majoritairement composé d'Italiens,
- 4e détachement, dit des « dérailleurs » de Joseph Boczov

S'y ajoutaient deux groupes essentiels à la préparation et la gestion des suites des attentats :
- le groupe de renseignement de Cristina Boïco,
- le groupe « Solidarité ».

## Actions
Au cours des six premiers mois de l’année 1943, les équipes de la MOI accomplissent 92 attentats dans Paris qui se trouvait sous haute surveillance.
- 32 actions sont à mettre sur le compte du 2e détachement juif sous la direction de Meier List
- 31 actions sont à mettre sur le compte du 3e détachement renforcé par des éléments du Détachement juif, démantelé fin juin 1943, qui deviendra l’équipe spécialisée et comptera les éléments particulièrement déterminés tel Marcel Rayman, Leo Kneler, Spartaco Fontano et Raymond Kojitski.

Parmi ces actions :
- 23 avril 1943 : lancer de grenades contre un hôtel près du métro Havre-Caumartin.
- 26 mai 1943 : attaque d’un restaurant réservé aux officiers à la Porte d’Asnières.
- 27 mai 1943 : attaque à la grenade, à 7 heures du matin, d’une patrouille allemande, rue de Courcelles.
- 3 juin 1943 : Marcel Rayman et Ernest Blankopf attaquent à la grenade un car transportant des officiers de la Kriegsmarine, 17 rue Mirabeau Paris 16e.
- 7 juin 1943 : exécution du général Von Apt par Rino Della Negra et Simon Cukier dit Alfred Grant
- 10 juin 1943 : attaque du siège central du parti fasciste italien, par Rino Della Negra et Simon Cukier dit Alfred Grant
- 23 juin 1943 : attaque de la caserne Guynemer à Rueil-Malmaison par Rino Della Negra et Simon Cukier dit Alfred Grant.
- 28 juillet 1943 : à l’angle de l’avenue Paul-Doumer et de la rue Nicolo, Marcel Rayman, Raymond Kojitski et Leo Kneler lancent une grenade contre un véhicule dans lequel devait se trouver général Schaumburg, commandant du Grand Paris.
- 28 septembre 1943 : Marcel Rayman, Leo Kneler et Celestino Alfonso exécutent Julius Ritter, responsable du STO en France, rue Pétrarque.
- 24 octobre 1943 : Joseph Boczor et 5 autres combattants font dérailler un convoi militaire allemand sur la ligne Paris - Troyes, près de Mormant.
- 12 novembre 1943 : Rino Della Negra et Robert Witchitz attaquent des convoyeurs de fonds allemands, mais c’est un échec, Rino blessé et Robert et Simon Cukier dit Alfred Grant sont arrêtés.
- Entre le 10 juillet et le 23 octobre l’équipe Léo Goldberg, Willy Shapiro, Wolf Wajsbrot et Amedeo Usseglio provoque 12 déraillements de convois, importants, de marchandises ou militaires sur les lignes Paris-Troyes et Paris-Reims desservis à partir de la gare de l’Est

## Membres
On peut citer parmi les membres les plus connus ou les plus actifs de la MOI :
- Celestino Alfonso
- Feijga Arinsky dite Fanny
- Aaron Bacicuriwski (médecin) dit docteur François
- Olga Bancic
- Idel Barszczewski (Idel Korman)
- Ernest Blankopf
- Joseph Boczor ou Boczov
- Cristina Boïco
- Salek Bot (1919-1942)
- Jean Pierre Brover
- Joseph Bursztyn (médecin)
- Marie Bursztyn
- Cécile Cerf
- Georges Cloarec
- César Covo (imprimeur)
- Rachel Cukier
- Simon Cukier dit Alfred Grant
- Rino Della Negra dit Chattel
- Nathan Dyskin (chimiste)
- Paula Dziergowska
- Guta Eisner
- Thomas Elek
- Robert Endewelt
- Joseph Epstein dit colonel Gilles
- Maurice Feferman
- Maurice Fingercwejg
- Spartaco Fontano
- Jonas Geduldig
- Emeric Glasz
- (Léon) Lajb Goldberg
- Léon Greif (médecin)
- Louis Gronowski dit Brunot
- Szlama Grzywacz
- Boris Holban
- Jacob Insel
- Henri Karayan
- Sevek Kirschenbaum
- Leo Kneler
- Raymond Kojitski
- Dimitri Koturovic
- Edouard Kowalski
- Sarah Kowalski
- Henri Krasucki dit Bertrand
- Annie Kriegel
- Hélène Kro
- Jean Lemberger
- Nathan Lemberger dit Norbert
- Boria Lerner
- Raymond Levy
- Macha Lew (1916-1942)
- Jacques Lipa
- Ephraïm Lipcer[7]
- Abraham Lissner
- Meier List dit Markus
- Artur London
- Cesare Luccarini
- Mélinée Manouchian
- Missak Manouchian
- Boris Milev
- Conrad Miret i Musté (1906-1942)
- Péter Mod
- Samuel Mounié Nadler (1908-1942)
- Madeleine Oboda née Delers dite Marie
- Jeanne Pakin
- Léon Pakin
- Marcel Rajman dit Faculté
- Adam Rayski dit Henri
- Roger Rouxel
- Raymonde Royal
- Antoine Salvadori
- Willy Schapiro
- Sophie Schwartz
- Regine Skurnik (née Lemberger) dite Stefa
- Menesze Skurnik dit Marcel Skurnik
- Paulette Sliwka dite Martine
- Ildo Stanzani
- Karel Stefka
- Domingo Tejero Pérez
- Techka Tenenbaum
- Solomon Tinkelman
- Roger Trugnan
- Amédéo Usséglio
- Wolf Wajsbrot
- Elie Wallach
- Bernard Weil
- Betka Weinraub
- Samuel Weissberg dit Gilbert
- Robert Witchitz
- Paula Zagiengowski
- Hersck Zimerman (1910-1942)

### Filmographie
- Long métrage L'armée du crime, film français réalisé par Robert Guédiguian, sorti en 2009.
- Documentaire Des terroristes à la retraite, documentaire français réalisé par Mosco Boucault (1983). Durée : 1 h 21.
- Une jeunesse parisienne en résistance (2015), réalisé par Mourad Laffitte et Laurence Karsznia source BNF http://catalogue.bnf.fr/ark:/12148/cb44427959z (documentaire sur Henri Krasucki et son rôle dans les FTP-MOI)

#### Organisations
- Francs-tireurs et partisans - Main-d'œuvre immigrée
- Organisation spéciale
- Bataillons de la jeunesse
- Brigades Spéciales
- Union de la jeunesse juive

#### Personnes
- Simon Cukier
- Affiche rouge
- Liste de résistants